# Тушице (Михаловце)
Тушице (слч. Tušice) насељено је мјесто са административним статусом сеоске општине (слч. obec) у округу Михаловце, у Кошичком крају, Словачка Република.

## Становништво
| Година:    | 1994. | 2004.   | 2014.   | 2024.   |
| ---------- | ----- | ------- | ------- | ------- |
| Број људи: | 688   | 696     | 689     | 667     |
| Разлика:   |       | +1,16 % | -1,00 % | -3,19 % |

| Година:    | 2023. | 2024.   |
| ---------- | ----- | ------- |
| Број људи: | 666   | 667     |
| Разлика:   |       | +0,15 % |

Према подацима о броју становника из 2011. године насеље је имало 713 становника.